# 廣中邦充
廣中 邦充（ひろなか くにみつ、1950年8月28日 - 2019年4月16日）は、浄土宗西居院第二十一代目住職。教育評論家。愛称は「やんちゃ和尚」。愛知県岡崎市出身。

## 略歴
愛知県岡崎市真福寺町で西居院住職の次男として生まれる。少年時代は、地元ではかなりのワルで何度も警察の世話になっていた。高校時代の恩師の支えによって徐々に更生。
大正大学へ入学。大正大学仏教学部卒業後、ソニーに入社。販売会社へ出向し、そこで全国トップの営業成績を記録した。退職後は独立して複数の企業を経営した。
1990年に、二十代目住職であった父が病気で倒れ、邦充が二十一代目住職に就任した。1996年から10年以上にわたり自らが営む寺で、非行や引きこもり、援助交際等の心の問題を抱えた少年少女達を無償で預かるようになった。2010年までに1000人以上の少年少女達を更生させてきて、“平成の駆け込み寺”として注目された。
2012年頃に肺がんが見つかるが、治療を続けながら全国を飛び回った。2019年4月16日、死去。68歳没。

## 著書
- 「見えない虐待」（ＮＨＫ出版）
- 「やんちゃ和尚～399人の不良少年少女を更正させた熱血坊主」（竹書房）
- 「子どもは悪くない！～道に迷った子どもたちとやんちゃ和尚の心の交流」（日本標準）
- 「のびのび子育て」（ＰＨＰ）
- 「どんな命も花と輝け」
- 「ありがとう 子どもは悪くない!―やんちゃ和尚これで子どもは救われる」
- 「やんちゃ和尚の「親子のルール」をつくろうよ 「わが家の絆」を結びなおすために」

## その他

### ドキュメンタリー
- ザ・ノンフィクション「おじさん、ありがとう〜ショウとタクマと熱血和尚」（2019年、フジテレビ）[8]